# دوغلاس رايت
دوغلاس رايت (بالإنجليزية: Douglas Wright)‏ هو مصمم رقص نيوزيلندي، ولد في 14 أكتوبر 1956 في Tuakau ‏ في نيوزيلندا، وتوفي في 14 نوفمبر 2018 في أوكلاند في نيوزيلندا بسبب سرطان.